# Pile of Skulls
Pile of Skulls sedmi je studijski album njemačkog heavy metal-sastava Running Wild. Diskografska kuća Electrola objavila ga je 21. listopada 1992. Posljednji je album na kojem svirao je gitarist Axel Morgan.

## Pjesme
Pjesma "Jennings' Revenge" govori o podvizima gusara Henryja Jenningsa.
Tekst pjesme "Treasure Island" nadahnut je istoimenom knjigom Roberta Louisa Stevensona.

## Popis pjesama
Tekstovi i glazba: Rock 'n' Rolf, osim gdje je navedeno drugačije. 
| 1.    | »Chamber of Lies« (instrumentalna skladba) |                       | 2:21  |
| 2.    | »Whirlwind«                                |                       | 4:52  |
| 3.    | »Sinister Eyes«                            |                       | 5:06  |
| 4.    | »Black Wings of Death«                     |                       | 5:17  |
| 5.    | »Fistful of Dynamite«                      |                       | 4:06  |
| 6.    | »Roaring Thunder«                          |                       | 5:56  |
| 7.    | »Pile of Skulls«                           | Kasparek, Axel Morgan | 4:39  |
| 8.    | »Lead or Gold«                             |                       | 5:07  |
| 9.    | »White Buffalo«                            |                       | 5:17  |
| 10.   | »Jennings' Revenge«                        |                       | 4:18  |
| 11.   | »Treasure Island«                          |                       | 11:14 |
| 58:13 |                                            |                       |       |

| Bonus pjesme na izdanju iz 1999. | Bonus pjesme na izdanju iz 1999. | Bonus pjesme na izdanju iz 1999. | Bonus pjesme na izdanju iz 1999. | Bonus pjesme na izdanju iz 1999. | Bonus pjesme na izdanju iz 1999. | Bonus pjesme na izdanju iz 1999. | Bonus pjesme na izdanju iz 1999. | Bonus pjesme na izdanju iz 1999. | Bonus pjesme na izdanju iz 1999. |
| Br.                              | Skladba                          | Autor                            | Trajanje                         |                                  |                                  |                                  |                                  |                                  |                                  |
| -------------------------------- | -------------------------------- | -------------------------------- | -------------------------------- | -------------------------------- | -------------------------------- | -------------------------------- | -------------------------------- | -------------------------------- | -------------------------------- |
| 12.                              | »Beggar's Night«                 |                                  | 5:01                             |                                  |                                  |                                  |                                  |                                  |                                  |
| 13.                              | »Hanged, Drawn and Quartered«    |                                  | 4:38                             |                                  |                                  |                                  |                                  |                                  |                                  |
| 14.                              | »Win or Be Drowned«              | Kasparek, Piotr Smuszynski       | 4:17                             |                                  |                                  |                                  |                                  |                                  |                                  |
| 15.                              | »Uaschitschun '92«               |                                  | 4:53                             |                                  |                                  |                                  |                                  |                                  |                                  |
| 77:02                            |                                  |                                  |                                  |                                  |                                  |                                  |                                  |                                  |                                  |

## Recenzije
Pile of Skulls dobio je uglavnom pozitivne kritike. AllMusicov ga je recenzent Steve Huey nazvao jednim od najjačih uradaka Running Wilda. Iako ga je nazvao preambicioznim, smatrao je da spaja piratske teme, koje su zaštitni znak grupe, s jedinstvenkm konceptom korupcije i zlouporabe moći tijekom povijesti.

## Zasluge
| Running Wild - Rock 'n' Rolf – vokal, gitara - Axel Morgan – gitara, prateći vokal - Thomas "Bodo" Smuszynski – bas-gitara, prateći vokal - Stefan Schwarzmann – bubnjevi, prateći vokal Dodatni glazbenici - Ralf Nowy – klavijature (na pjesmi "Chamber of Lies"), efekti (na pjesmi "Sinister Eyes") | Ostalo osoblje - Jan Němec – inženjer zvuka, miks - Thomas Körge – inženjer zvuka - Karl-U. Walterbach – produkcija - Maren Lotz – grafički dizajn, tipografija - Andreas Marschall – grafički dizajn |